# Mancolijst

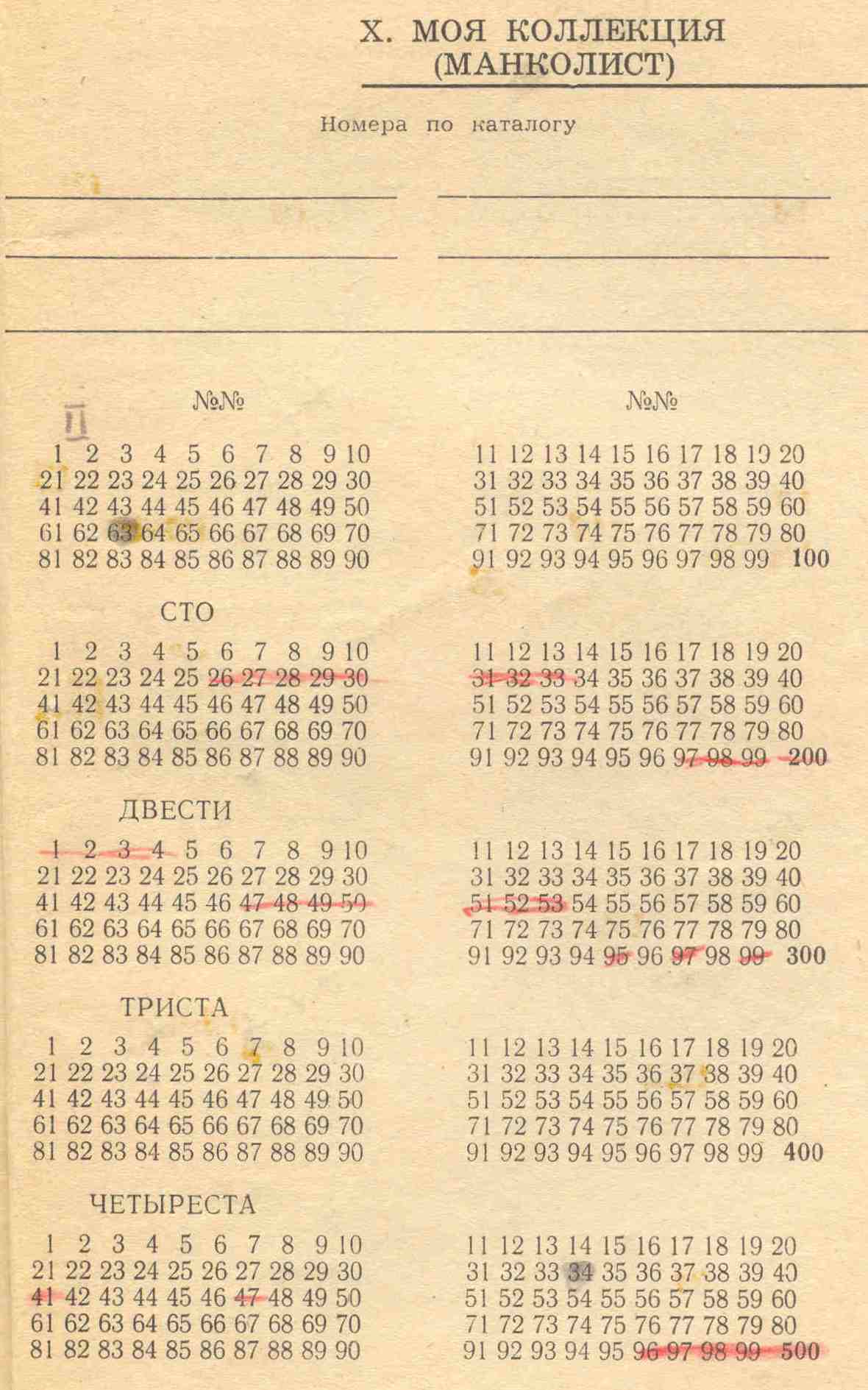
Mancolijst USSR

In de filatelie en de numismatiek is een mancolijst een lijst van postzegels of munten die nog ontbreken in de verzameling. Verzamelaars hanteren zo'n mancolijst per land.
Als men zijn mancolijst met iemand uitwisselt, bijvoorbeeld om tot ruilen te komen, dan is het belangrijk om te weten welke catalogus is gebruikt. Elke catalogus heeft immers zijn eigen nummering.